# 八仙山國家森林遊樂區
八仙山國家森林遊樂區位於臺灣臺中市和平區，主峰海拔2366公尺，換算為日尺約為八千，取其諧音命名為「八仙山」。管理單位為農業部林業及自然保育署臺中分署。區內群山環繞，森林蒼翠，大甲溪支流十文溪與佳保溪匯流其間，水質清澈，景色優美。
八仙山國家森林遊樂區早期為八仙山林場範圍之內，1914年台灣總督府便著手進行當地之開發，並於遊樂區內設立八仙山出張所，展開一段輝煌的伐木歲月。然八仙山林場經日治時期與戰後數十年的開採，林業資源漸漸枯竭，加上保育造林的環保聲浪逐漸抬頭，林場於1965年停止伐木事業，取而代之的是造林、育林事業。
1978年臺灣省林務局著手計劃設立「八仙山森林遊樂區」，1986年正式對外營業，森林遊樂區的成立與營業，代表八仙山林區的發展有著重大改變。1999年林務局改隸行政院農業委員會，因此在森林遊樂區前冠上「國家」兩字，即為今日之正式名稱，管理單位仍為林務局東勢林區管理處。
遊樂區內有遊客服務中心、停車場、餐廳、步道、林間教室、生態教室、觀景台等各項設施，並設有「八仙山莊」提供旅客住宿服務。
林務局為推動環境教育，於2008年在森林遊樂區內成立了八仙山自然教育中心。

## 外部連結
- 八仙山國家森林遊樂區 - 台灣山林悠遊網 （页面存档备份，存于）
- 旅遊資訊 - 國家森林遊樂區 - 八仙山國家森林遊樂區 （页面存档备份，存于）
- 八仙山國家森林遊樂區－臺中觀光旅遊網 （页面存档备份，存于）
- 八仙山國家森林遊樂區 - 國家森林遊樂區 _ 交通部中央氣象局 （页面存档备份，存于）
- 八仙山國家森林遊樂區暨自然教育中心的Facebook專頁